# Pedicellina
Pedicellina is een geslacht van kelkwormen uit de familie van de Pedicellinidae. 

## Soorten
- Pedicellina cernua (Pallas, 1774) = Kelkworm
- Pedicellina grandis Ryland, 1965
- Pedicellina hispida Ryland, 1965
- Pedicellina nutans Dalyell, 1848
- Pedicellina pernae Ryland, 1965
- Pedicellina pyriformis Ryland, 1965
- Pedicellina whiteleggii Johnston & Walker, 1917